# Горногоришка базилика
Горногоришката базилика (на албански: Bazilika paleokristiane "Lagjja e Re") е старохристиянски храм край разположеното на западния бряг на Преспанското езеро село Горна Горица, Албания. Базиликата е обявена за културен паметник на Албания в 2014 година под № 368.